# Cal Met (Masquefa)
Cal Met és una obra de Masquefa (Anoia) inclosa a l'Inventari del Patrimoni Arquitectònic de Catalunya.

## Descripció
Casa entre mitgeres formada per planta baixa i dos pisos. S'ha de destacar les dues obertures del balcó corregut del primer pis i la seva barana de ferro. També els elements de terracota que encerclen els balcons del primer pis i les finestres de la segona planta fets amb terracota. Així com l'acabament de la façana amb un acroteri en forma de merlet.

## Història
Aquest edifici probablement va ésser edificat a finals del segle xviii o començaments del XIX. L'any 1930 aproximadament es va reformar i s'arranjà la façana. Havia estat propietari de la família Parera Galimany, més tard d'Anton Llopart qui va fer la reforma.